# Jader Barbalho
Jader Fontenelle Barbalho (Belém, 27 de outubro de 1944) é um advogado, empresário e político brasileiro, filiado ao Movimento Democrático Brasileiro (MDB). Foi vereador de Belém, deputado estadual, deputado federal, governador do Pará, ministro do Desenvolvimento Agrário e da Previdência Social no governo de José Sarney e presidente do Senado Federal.  Atualmente, exerce o cargo de senador na 57.ª legislatura (2023-2027). 
Político paraense com mais tempo de vida pública e o que mais acumulou cargos, Jader Barbalho liderou o MDB à época da Ditadura militar brasileira, ficando conhecido como um dos principais nomes nacionais no processo de redemocratização do Brasil. Proprietário do Grupo RBA de Comunicação e do jornal Diário do Pará, e um dos acionistas da TV Tapajós, afiliada à Rede Globo, ao longo de sua trajetória política Jader Barbalho apoiou os governos José Sarney, Itamar Franco, Fernando Henrique Cardoso e Lula. 
Alvo de várias denúncias de corrupção e malversação de recursos públicos, renunciou a presidência do Senado Federal em 19 de setembro de 2001, e em 4 de outubro do mesmo ano renunciou ao cargo de senador sob a denúncia de desvio de verbas públicas da SUDAM, do Banpará e do INCRA, chegando a ser preso por alguns dias. Tornou a ser eleito deputado federal em 2002 e 2006, e senador em 2010. Além disso, é um dos personagens principais do documentário estadunidense Manda Bala (Send a Bullet) e dá nome ao bairro Jaderlândia, em Ananindeua, e ao Estádio Jader Barbalho, em Santarém.

## Biografia
Jader Barbalho nasceu em Belém do Pará, filho de Joanele Fontenelle Barbalho e de Laércio Wilson Barbalho (MDB), empresário e político brasileiro que teve seu mandato cassado em 1969, quando ocupava uma cadeira na Assembleia Legislativa do Pará (ALEPA).
Foi casado com a deputada federal Elcione Barbalho, com quem teve dois filhos: Jader Barbalho Filho, atual ministro das Cidades, e Helder Barbalho, atual governador do Estado do Pará. Após o fim do casamento com Elcione, Jader iniciou um relacionamento com Márcia Zahluth Centeno Barbalho, sobrinha de sua então esposa Elcione. O episódio ganhou notoriedade na mídia, especialmente pelo fato de que, anos antes, Márcia havia sido dama de honra no casamento de Jader e Elcione, sendo responsável por levar as alianças do casal. A relação entre os dois teria começado ainda durante o casamento anterior. Posteriormente, Jader e Márcia se casaram e tiveram uma filha, após a separação com Márcia, Jader teve ainda um relacionamento com a então deputada Simone Morgado, e em 2025 se casou com Vanessa Moraes, mais 50 anos mais jovem. Além disso, Jader Barbalho é, respectivamente, sobrinho e primo dos atores Lúcio Mauro e Lúcio Mauro Filho.

## Trajetória política
Jader Barbalho iniciou sua trajetória política em 1966 ao filiar-se ao Movimento Democrático Brasileiro (MDB), elegendo-se vereador de Belém do Pará no ano seguinte, mesma época em que assumiu a liderança do partido em oposição à Ditadura militar brasileira instalada no país desde abril de 1964.
Em novembro de 1970, elegeu-se deputado estadual à Assembleia Legislativa do Pará (ALEPA) na legenda do MDB, assumindo sua cadeira em fevereiro de 1971, mesmo ano em que bacharelou-se pela Faculdade de Direito da Universidade Federal do Pará (UFPA). Durante o primeiro mandando na Assembleia paraense, atuou como líder da minoria.
Em novembro de 1974, candidatou-se ao cargo de deputado federal pelo Pará. Alcançando a soma de 60.668 votos, foi eleito como o candidato mais votado do partido, passando a ocupar o cargo na Câmara dos Deputados do Brasil a partir de fevereiro de 1975. Ao longo da primeira legislatura na câmara baixa, Jader integrou a Comissão de Fiscalização Financeira e Tomada de Contas e foi suplente das comissões de Economia, Indústria e Comércio e de Constituição e Justiça.
Em novembro de 1978, Jader candidatou-se novamente ao cargo de deputado federal na legenda do MDB e, angariando a soma de 78.730 votos, conseguiu ser reeleito mais uma vez com o maior número de votos de seu estado. Com a extinção do bipartidarismo em 29 de novembro de 1979 e a consequente reformulação partidária, filiou-se ao Partido do Movimento Democrático Brasileiro (PMDB). Durante o seu segundo mandato na Câmara dos Deputados, Jader presidiu a Comissão de Finanças, atuou como membro da Comissão de Educação e Cultura e como suplente da Comissão de Ciência e Tecnologia, além de participar das comissões parlamentares de inquérito (CPIs) das Multinacionais e do Consumidor.

### Governador do Pará

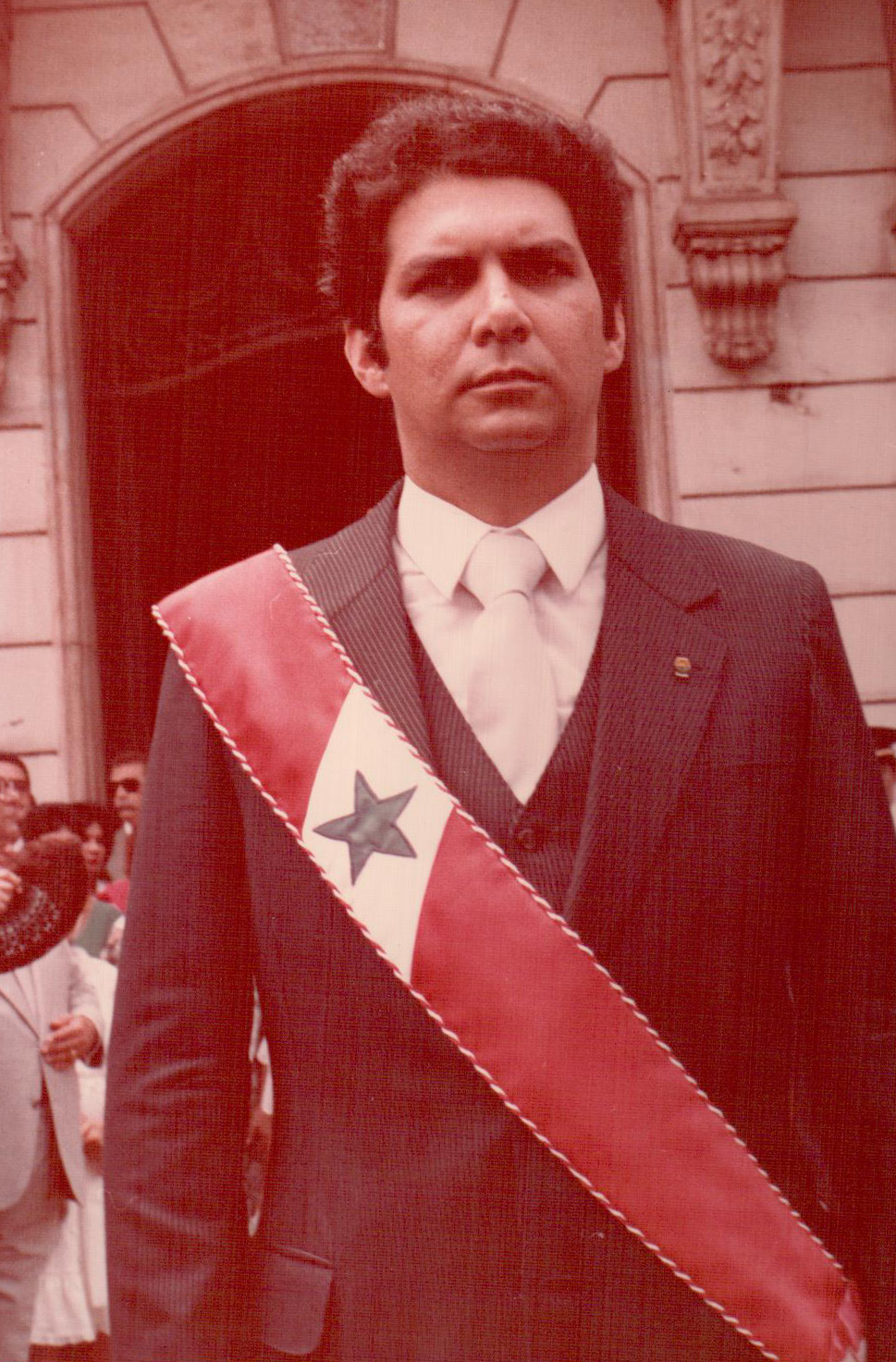
Jader Barbalho na posse do seu primeiro mandato como governador do Estado do Pará, em 1983.

Nas eleições estaduais no Pará de 1982, Jader Barbalho candidatou-se ao governo do Estado pelo PMDB ao lado de Laércio Franco, candidato a vice. Alcançando a soma de 501 605 votos, o equivalente a 51,09% dos votos válidos, Jader derrotou a chapa do Partido Democrático Social (PDS), que tinha como candidato a governador o político Oziel Carneiro. Durante o primeiro ano de governo, dedicou-se à desapropriação de terras para o assentamento de famílias, inaugurando diversos bairros na periferia da capital, inclusive deixando seu nome em um deles: Jaderlândia.
Encerrando o mandato em março de 1987, em setembro do mesmo ano Jader foi nomeado Ministro da Reforma e Desenvolvimento Agrário pelo então presidente José Sarney, assumindo também a presidência do Instituto Nacional de Colonização e Reforma Agrária (INCRA) ainda no mesmo ano. Em julho de 1988, porém, Jader trocou o Ministério da Reforma e Desenvolvimento Agrário pelo Ministério da Previdência Social, assumindo o lugar de Renato Archer.
Em abril de 1990, mesmo mês em que sua esposa, Elcione Barbalho, assumiu a direção da Rede Brasil Amazônia de Televisão (RBA TV), Jader desincompatibilizou-se de seu cargo para disputar as eleições de outubro para o governo do Pará, na legenda do PMDB e pela coligação Frente de Trabalho, composta pelos partidos: PMDB, Partido Social Trabalhista (PST), Partido Democrata Cristão (PDC) e Partido Trabalhista Renovador (PTR). Alcançando a soma de 617 475 votos no primeiro turno das eleições (o equivalente a 43,64% dos votos válidos), Jader seguiu na disputa contra os candidatos Sahid Xerfan (PTB) e Manoel Freitas (PFL). Em 25 de novembro de 1990, segundo turno das eleições estaduais, Jader angariou 708 703 votos (o equivalente a 50,26% dos votos válidos) e conseguiu se reeleger ao governo do Estado, tomando posse ao cargo em 15 de março de 1991.

### Senador da República
Nas eleições estaduais no Pará de 1994, Jader candidatou-se ao cargo de senador na coligação formada pelo PMDB, Partido Progressista Reformador (PPR) e Partido Progressista (PP). Alcançando a soma de 586 008 votos, o equivalente a 26,96% dos votos válidos, conseguiu se eleger à câmara alta do Congresso Nacional do Brasil, tomando posse ao cargo em fevereiro de 1995. Ao longo do mandato Jader foi titular da Comissão de Constituição e Justiça (CCJ), da Comissão de Educação e da Comissão de Fiscalização e Controle, suplente das comissões de Assuntos Econômicos (CAE) e Assuntos Sociais (CAS), além de ser escolhido como líder do PMDB no Senado logo no início da legislatura.
Em 1998, Jader concorreu novamente ao governo do Estado do Pará pela coligação Caminhando com o Trabalho, composta pelo PMDB e pelo PFL. Alcançando a soma de 630 872 votos (o equivalente a 36,34% dos votos válidos), a chapa ficou em segundo lugar e seguiu para a disputa do segundo turno. Em 25 de outubro de 1998, segundo turno das eleições estaduais do Pará, Jader Barbalho e Parsifal Pontes, candidato a vice, somaram 839 838 votos (o equivalente a 46,11% dos votos válidos), sendo derrotados pelo governador Almir Gabriel, que foi reeleito com o apoio de uma coligação encabeçada pelo PSDB. Retomou então suas atividades parlamentares no Senado, tornando-se líder do PMDB naquela casa em março de 1999.

### Deputado federal
Nas eleições estaduais no Pará de 2002, Jader candidatou-se ao cargo de deputado federal pelo PMDB e, alcançando a soma de 344 018 votos (o equivalente a 12,93% dos votos válidos) conseguiu se eleger à câmara baixa do Congresso Nacional. Assumindo o mandato em fevereiro de 2003, foi eleito vice-líder do PMDB em 2004, permanecendo nessa função até o ano seguinte. Durante a legislatura, foi membro titular das comissões permanentes de Agricultura e Política Rural, Amazônia, e de Desenvolvimento Regional; presidiu a comissão de Ciência e Tecnologia, Comunicação e Informática; e foi suplente das comissões de Desenvolvimento Urbano e Desenvolvimento Rural. Além disso, é de sua autoria os projetos PEC 531/2006, que visou condicionar o provimento de cargos de ministros e conselheiros dos Tribunais de Contas à prévia aprovação em concurso público de provas e títulos; a PEC504/2006, que propôs o estabelecimento de que o ensino básico fosse ministrado em dois períodos letivos iguais para todo o território nacional, unificando o calendário das férias escolares; e a PEC-538/2006, pela autorização de estados e municípios a fixarem percentual maior que o mínimo constitucional para o desenvolvimento do ensino, desvinculando as arrecadações de impostos e contribuições sociais atreladas ao ensino e saúde.
Já nas eleições estaduais no Pará de 2006, Jader foi reeleito ao cargo de deputado federal pelo PMDB ao angariar 311 526 votos (o equivalente a 9,99% dos votos válidos), tendo assumido o mandato no dia 1° de fevereiro de 2007. Nessa legislatura, foi membro titular da Comissão Permanente de Ciência, Tecnologia, Comunicação e Informática; apresentou projetos como a PEC-15/2007, que propôs a proibição da reeleição do presidente da república, governador e prefeito, e a PEC-63/2007, que pretendeu alterar o artigo 144 da Constituição Federal para inserir a Força Nacional de Segurança Pública entre os órgãos responsáveis pela segurança do país.

### Retorno ao Senado Federal
Nas eleições estaduais no Pará de 2010, Jader Barbalho candidatou-se novamente ao Senado Federal Brasileiro na legenda do PMDB e, alcançando a soma de 1 799 762 votos, conseguiu se eleger como o segundo candidato mais votado para o cargo. No dia 30 de novembro do mesmo ano, porém, Jader renunciou ao mandato como deputado federal devido à decisão do Tribunal Superior Eleitoral (TSE), publicada no mesmo ano, que o considerou inelegível para o mandato de senador com base na Lei da Ficha Limpa. Por conta do problema com a justiça se estender por quase todo o ano seguinte, Jader só conseguiu assumir o cargo de senador no dia 28 de dezembro de 2011. Nessa legislatura, foi membro titular das comissões de Assuntos Econômicos e de Serviços de Infraestrutura; suplente na Subcomissão Permanente de Assuntos Municipais da Comissão de Assuntos Econômicos do Senado. Já durante a 55.ª legislatura, assumiu como membro titular das comissões de Constituição, Justiça e Cidadania e de Desenvolvimento Regional e Turismo; e, em outubro de 2017, votou a favor da manutenção do mandato do senador Aécio Neves derrubando decisão da Primeira Turma do Supremo Tribunal Federal no processo onde ele era acusado de corrupção e obstrução da justiça por solicitar dois milhões de reais ao empresário Joesley Batista.
Já nas eleições de outubro de 2018, Jader Barbalho candidatou-se novamente ao cargo de Senador pela coligação O Pará daqui pra frente, composta pelos partidos: MDB, PR, PP, PSD, PRB, PTB, PODE, PROS, PSC, PSL, PATRI, Avante, PHS, DC, PMB e PTC. Alcançando a soma de 1.383.306 votos (o equivalente a 19,74% dos votos válidos), Jader foi eleito para a 56.ª legislatura (2019-2023) no Senado Federal, como o candidato mais bem votado no pleito.

## Desempenho em eleições
| Ano  | Eleição                    | Coligação                                                                           | Partido | Candidato a       | Votos                                                      | %                                            | Resultado  |
| ---- | -------------------------- | ----------------------------------------------------------------------------------- | ------- | ----------------- | ---------------------------------------------------------- | -------------------------------------------- | ---------- |
| 1967 | Municipal de Belém do Pará | Sem coligação                                                                       | MDB     | Vereador          | —                                                          | —                                            | Eleito     |
| 1970 | Estadual no Pará           | Sem coligação                                                                       | MDB     | Deputado estadual | —                                                          | —                                            | Eleito     |
| 1974 | Estadual no Pará           | Sem coligação                                                                       | MDB     | Deputado federal  | 60 668                                                     | —                                            | Eleito     |
| 1978 | Estadual no Pará           | Sem coligação                                                                       | MDB     | Deputado federal  | 78 730                                                     | —                                            | Eleito     |
| 1982 | Estadual no Pará           | Sem coligação                                                                       | PMDB    | Governador        | 501 605                                                    | 51,09                                        | Eleito     |
| 1990 | Estadual no Pará           | PMDB, PST, PDC e PTR                                                                | PMDB    | Governador        | 617 475 (1º - Primeiro turno) 708 703 (1º - Segundo turno) | 43,64 (Primeiro turno) 50,26 (Segundo turno) | Eleito     |
| 1994 | Estadual no Pará           | PMDB, PPR e PP                                                                      | PMDB    | Senador           | 586 008                                                    | 26,96                                        | Eleito     |
| 1998 | Estadual no Pará           | PMDB e PFL                                                                          | PMDB    | Governador        | 630 872 (2º - Primeiro turno) 839 838 (2º - Segundo turno) | 36,34 (Primeiro turno) 46,11 (Segundo turno) | Não Eleito |
| 2002 | Estadual no Pará           | Sem coligação                                                                       | PMDB    | Deputado federal  | 344 018                                                    | 12,93                                        | Eleito     |
| 2006 | Estadual no Pará           | Sem coligação                                                                       | PMDB    | Deputado federal  | 311 526                                                    | 9,99                                         | Eleito     |
| 2010 | Estadual no Pará           | Sem coligação                                                                       | PMDB    | Senador           | 1 799 762                                                  | —                                            | Eleito     |
| 2018 | Estadual no Pará           | MDB, PR, PP, PSD, PRB, PTB, PODE, PROS, PSC, PSL, PATRI, Avante, PHS, DC, PMB e PTC | MDB     | Senador           | 1 383 306                                                  | 19,74                                        | Eleito     |

## Controvérsias

### DNER e SUDAM
Em fevereiro de 2001, Jader Barbalho foi eleito presidente do Senado Federal, assumindo o lugar do senador Antônio Carlos Magalhães, seu adversário político. Pouco tempo após a cerimônia de transmissão do cargo, Antônio Carlos se reuniu com procuradores da República na intenção de discutir e entregar provas de corrupção no governo de Fernando Henrique Cardoso, tendo como principal motivação atacar o PMDB e o então presidente do Senado, Jader Barbalho, afirmando ter provas de irregularidades no Departamento Nacional de Estradas de Rodagem (DNER), na Superintendência do Desenvolvimento da Amazônia (SUDAM) e no governo do Pará entre os anos de 1982 e 1986, quando Barbalho ainda era governador. Ao denunciar as irregularidades ao Ministério Público, Antônio Carlos acabou revelando que tinha conhecimento dos votos que haviam determinado a cassação do ex-senador Luiz Estevão, comprovando a quebra de sigilo da votação e levando-o a renunciar a fim de evitar a cassação de seu mandato por quebra de decoro parlamentar. Antes da renúncia, porém, Antônio Carlos continuou a cobrar pela investigação do Senado a respeito das denúncias que fizera contra Barbalho. Nos meses que se seguiram, com as denúncias sendo veiculadas na imprensa, Jader Barbalho foi pressionado a deixar a presidência da Casa. Em maio de 2001, então, Jader passou a presidência do PMDB ao senador Maguito Vilela e licenciou-se da presidência do Senado por 60 dias. Em 19 de setembro, porém, sua renúncia ao cargo foi apresentada e, em 5 de outubro, Jader abdicou também de seu mandato como senador, de modo a impedir que o processo por quebra de decoro parlamentar instaurado contra ele pelo Conselho de Ética tivesse seqüência e, em caso de cassação, pudesse inabilitá-lo para o exercício de funções públicas por oito anos. Com a recusa de seu pai, primeiro suplente, em ocupar sua cadeira, a vaga ficou nas mãos do segundo suplente, Fernando Ribeiro.
Em 16 de fevereiro de 2002, após sua renúncia, Jader chegou a ser preso em Belém do Pará em uma operação da Polícia Federal, a pedido da Justiça Federal de Tocantins, sob a acusação de desvio de dinheiro público. A prisão só foi possível pois ele não ocupava um cargo eletivo, perdendo o benefício de foro privilegiado. No dia seguinte, seus advogados entraram com um pedido de habeas corpus junto ao Tribunal Regional Federal (TRF) e conseguiram liberá-lo da prisão.
Em 7 de outubro de 2014, o Supremo Tribunal Federal (STF) decidiu abrir uma ação penal contra Jader Barbalho por crimes contra o sistema financeiro, lavagem de dinheiro e formação de quadrilha. As ações foram propostas por procuradores do Ministério Público Federal do Pará, Amazonas, Mato Grosso e Tocantins, e cobravam a punição de Jader Barbalho e outros acusados de envolvimento no esquema de desvio de dinheiro público da Sudam.
Já em maio de 2015, o ministro do STF, Gilmar Mendes, arquivou a ação contra Jader Barbalho, na qual o parlamentar era acusado de desvio de verbas da Sudam. De acordo com o ministro, os crimes dos quais Barbalho foi acusado já estão prescritos, ou seja, não podem mais ser punidos em razão do tempo decorrido desde o fato. A prescrição ocorreu porque Jader Barbalho fez 70 anos em outubro de 2014 e, nesses casos, o prazo é reduzido pela metade.

### Petrobras e Usina de Belo Monte
Em 6 de setembro de 2019, a Procuradoria Geral da República declarou Jader Barbalho como inocente e o ministro do Supremo Tribunal Federal (STF) e relator da Operação Lava Jato, Edson Fachin, determinou o arquivamento do inquérito contra o senador. A abertura do inquérito ocorreu em dezembro de 2015 e teve como base as delações do ex-diretor da Petrobras Nestor Cerveró, e do senador cassado Delcídio do Amaral, que acusavam Barbalho de receber propina em contratos da Petrobras para a compra de navios-sonda. De acordo com o despacho de Fachin, a Procuradoria-Geral da Republica concluiu pela falta de elementos de informação aptos a conferir justa causa aos supostos crimes da qual Jader Barbalho fora acusado.
Já em 5 de setembro de 2016, a Polícia Federal apontou indícios de que o MDB e os senadores Jader Barbalho (PA), Romero Jucá (RR), Renan Calheiros (AL) e Valdir Raupp (RO) receberam propina das empresas que construíram a Usina Hidrelétrica de Belo Monte por meio de doações legais, segundo o relatório que integra inquérito que corre no Supremo Tribunal Federal. Um dos indícios é o volume de contribuições que o partido recebeu das empresas que integram o consórcio que construiu a hidrelétrica: foram R$ 159,2 milhões nas eleições de 2010, 2012 e 2014. O relatório da PF ainda junta a versão com informações de outro delator, o ex-senador Delcídio do Amaral, de que senadores peemedebistas comandavam esquemas de desvios de empresas do setor elétrico. A conclusão do documento foi de que todos os quatro receberam as maiores contribuições de suas campanhas não de empresas, mas do PMDB.

### Documentário Manda Bala
Em 20 de janeiro de 2007, estreou no Festival Sundance de Cinema o documentário estadunidense Manda Bala (Send a Bullet, no original em inglês) dirigido por Jason Kohn, e que retrata as raízes da violência na corrupção no Brasil. Dentre outros personagens do filme, o documentário mostra o poder político de Jader Barbalho, sua influência nos meios de comunicação do Pará e seu envolvimento no escândalo da Superintendência de Desenvolvimento da Amazônia (SUDAM).

### Uso da mídia para promoção política
O procurador federal Alan Rogério Mansur da Silva diz que a associação de políticos e radiodifusão cria competição desigual nas eleições. Em 2014, como procurador regional eleitoral do Pará, ele denunciou, por abuso de poder, o filho de Jader Barbalho, que era candidato a governador (pelo PMDB) Helder Barbalho. Jader Barbalho é proprietário da Rede Bandeirantes no Pará. Em entrevista à Agência Pública, Alan Rogério Mansur da Silva disse que Jader Barbalho, em mais de uma ocasião, usou a mídia que controla para fins políticos:

[Isso] interfere bastante. E não apenas quando o próprio candidato é proprietário. Acontece também quando a emissora é de um parente do político. A interferência é maior nos municípios mais distantes da capital, onde as pessoas se informam sobretudo pelo rádio e pela televisão. A internet e os jornais impressos têm pouca influência na formação de opinião nos locais distantes. Jader Barbalho usou seu poder econômico nos meios de comunicação para favorecer sua candidatura a senador e a do filho para governador. Pai e filho são sócios do Sistema Rádio Clube, que é retransmitido em todo o estado em rede com outras emissoras.
(...)
Desde antes da eleição. Começou em 2013. Helder era presidente da Federação dos Municípios do Estado do Pará e tinha um programa na Rádio Clube em que ouvia a comunidade. Também representamos contra o deputado federal Wladimir Costa por usar emissoras em favor de sua campanha e por fazer propaganda eleitoral antecipada. Helder e Costa acusaram-se mutuamente de abuso na campanha e ambos estavam com razão. A coligação que apoiava a candidatura de Simão Jatene [que acabou eleito governador pelo PSDB] representava contra rádios e TVs do candidato Helder Barbalho e este, por sua vez, representava contra o jornal O Liberal e uma rádio que fizeram campanha pró Jatene. Ficavam uns contra os outros.
(...)
Pedíamos suspensão da programação, multa por reiteração de pratica ilegal. Dez dias antes do segundo turno da eleição, entramos com uma ação cautelar contra empresas da família Barbalho, pedindo a retirada de programação porque fazia propaganda bem aberta. Nem era subliminar. A ação está no Tribunal Regional Eleitoral.— Alan Rogério Mansur da Silva
Em janeiro de 2021, o Ministério Público Eleitoral pediu ao TSE a cassação de Helder Barbalho por abusar de meios de comunicação em campanha eleitoral e veicular informações falsas.